# Carraramarmor

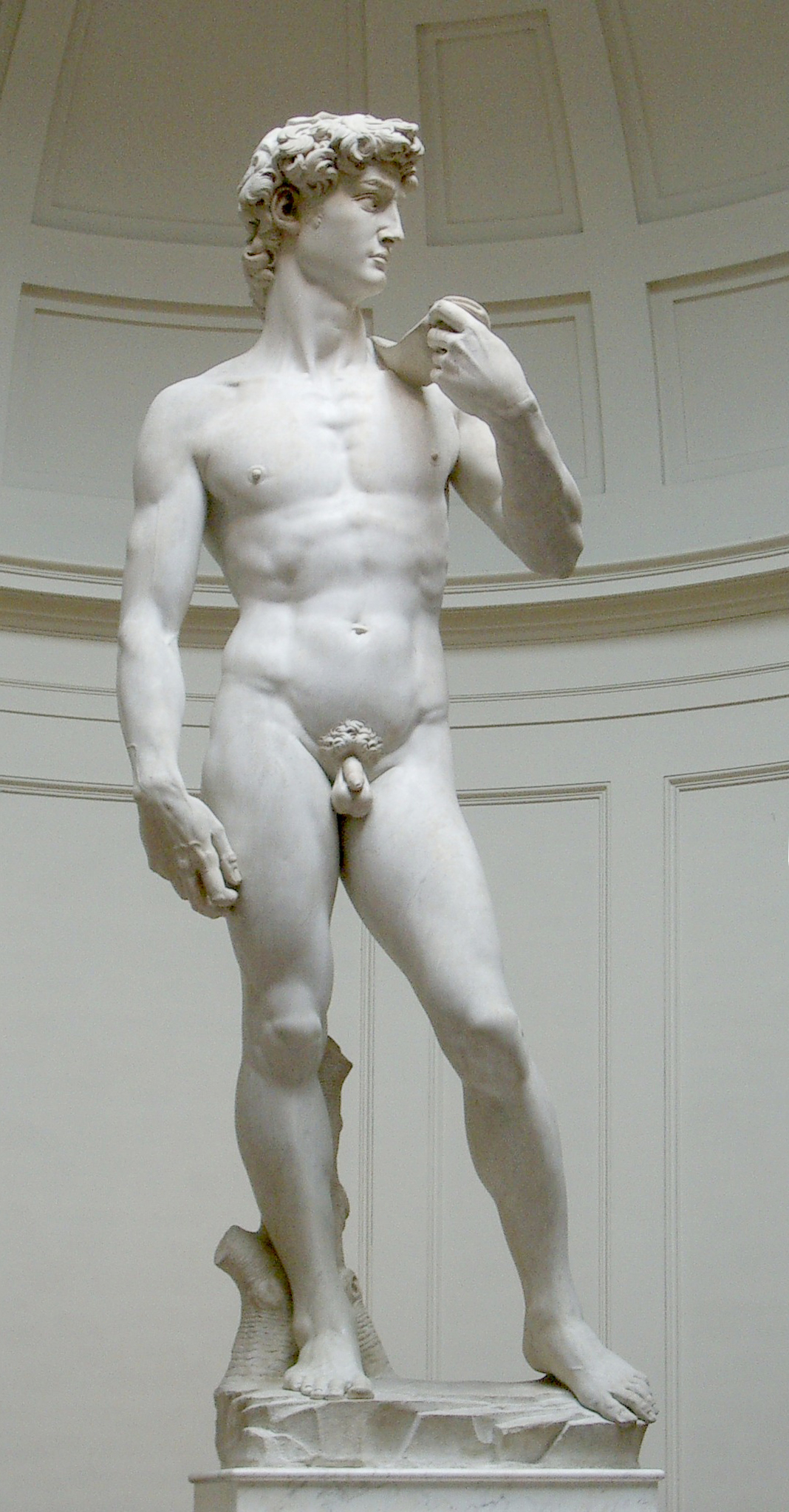
Michelangelos David är utförd i carraramarmor. (Skulpturen är 5,17 meter hög.)

Carraramarmor är en av världens mest kända typer av marmor som är vit eller blågrå. Carraramarmor är en bergart från Italien som karakteriseras av den harmoniska utformningen av kristallerna och deras transparens och skarphet.

## Historia

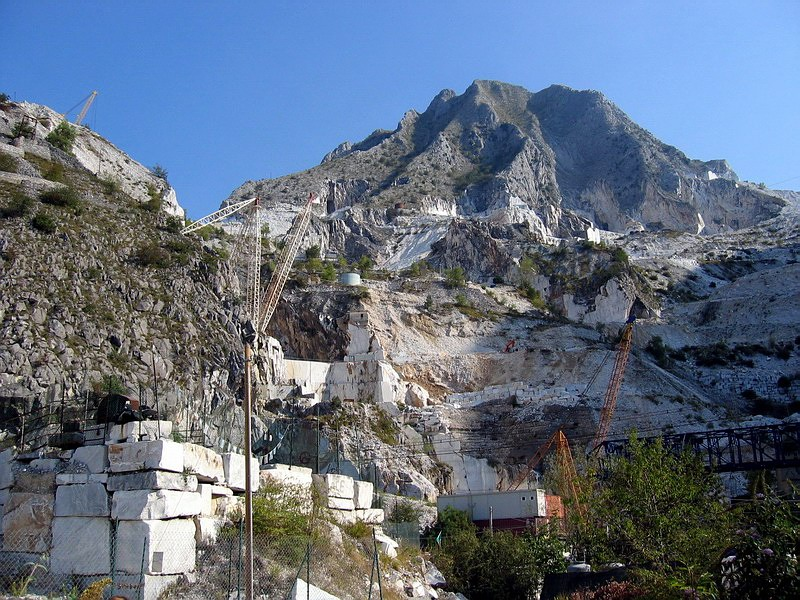
Marmorbrott

Marmorn kommer från stenbrotten runt staden Carrara i Italien, i norra delen av Toscana. Marmorstenbrotten befinner sig huvudsakligen i fyra dalar (Valle di Torrano, Valle di Misseglia, Valle di Bettizano, Valle di Colonnata) runt Carrara. De flesta av dem ligger cirka 1000 meter över havet. De äldsta gruvorna öppnades cirka år 200 f.Kr.
Under kejsartiden i Romarriket var carraramarmor efterfrågat som byggnadsmaterial för representativa offentliga byggnader. 

## Användning
Många kända skulptörer har använt carraramarmor, bland annat Michelangelo, Bernini, Pisano, Donatello och Canova.
Carraramarmor användes också till Santa Maria del Fiore i Florens, lutande tornet i Pisa, Peterskyrkan i Rom, i World Trade Center i New York, i Operahuset i Oslo, Marble Arch i London, Hotell Knausts trappa, i många kasinon i Las Vegas och i otaliga kyrkor och katedraler.

## Ordet
Ordet carrara är keltiskt och betyder stenbrott. 